# Linia kolejowa nr 819
Linia kolejowa 819 – pierwszorzędna, jednotorowa, zelektryfikowana linia kolejowa znaczenia państwowego, łącząca posterunki odgałęźne Chlastawa i Kosieczyn.